# Lionel Frésard
Pour les articles homonymes, voir Frésard.
Lionel Frésard, né en 1972 à Porrentruy (originaire des Enfers), est un comédien et animateur de télévision suisse.

## Biographie
Originaire des Enfers, dans le canton du Jura, Lionel Frésard naît en 1972 à Porrentruy,, dans une famille catholique pratiquante. Il grandit à Montfaucon. Sa mère s'appelle Gaby. Son père, Maurice, tient le bistrot Le Central à Saignelégier jusqu'à son décès en 1994 d'un cancer, à l'âge de 57 ans,,.
Après une formation de cuisinier à Saignelégier de 1987 à 1990, puis de boucher, toutes deux couronnées par un certificat fédéral de capacité, il reprend le bistrot de son père de 1994 à 1996, puis quitte le Jura pour étudier le théâtre au Conservatoire de Lausanne jusqu'en 2000. Il travaille ensuite avec différentes compagnies romandes et cofonde en 2003 la troupe théâtrale Extrapol, formée d'expatriés jurassiens. Il apparaît dans de nombreuses productions théâtrales et dans des séries de la RTS,,,,.
Il est depuis 2017 l'un des deux animateurs de l'émission de télévision Caravane FM sur la RTS Un,. Cette même année, il reçoit le prix SSA (Société suisse des auteurs) de l'humour.
Il est marié, père de trois enfants et vit à Romanel-sur-Lausanne.

## Spectacles
- 2015 : Molière Montfaucon 1-1, écrit et mis en scène en collaboration avec Thierry Romanens, chronique biographique du passage de son Jura natal, où il jouait au football, aux planches du théâtre[11]
- 2018 : « On avait dit 90… »[12], écrit et mis en scène en collaboration avec Thierry Romanens[7]
- 2021 : Caravane en chœur[13],[14]